# SN 2006lp
SN 2006lp – supernowa typu Ia odkryta 13 października 2006 roku w galaktyce A002705-0007. W momencie odkrycia miała maksymalną jasność 21,80m.